# 한국동요문화협회
한국동요문화협회는 새로운 동요문화를 가꾸어 나가며, 수준높은 동요를 창작 보급하여 어린이를 포함한 국민정서 함양에 이바지하고, 동요역사를 계승발전시키며, 세계 속에 한국동요를 알리기 위하여 2009년 1월 13일 설립된 대한민국 문화체육관광부 소관의 사단법인이다. 사무실은 서울특별시 강남구 테헤란로 25길 6-9 (역삼동)에 있다.

## 주요 사업
- "희망 더하기" 창작동요악보와 음반 발간 작업
- 창작동요 발표회 및 동요자료 전시회 개최
- 동화문화뉴스 발행
- 사이버 동요박물관 운영
- 동요박물관 건립
- 그랑프리 동요 페스티벌 개최 (매년 말)
- 동요세미나 개최
- 희망동요제 개최 (매년 가을)
- 희망창작동요제 개최 (매년 겨울)
- 전국 병아리 창작동요제 개최 (매년 가을)